# 厥陰病
伝統中国医学における厥陰病（けついんびょう）は、三陰三陽病の一つで少陰病を過ぎて起こる最後の外感性疾病。六経病では厥陰経病である。傷寒論では、「厥陰の病たる、気上がって心を撞き、心中疼熱し、飢えて食を欲せず、食すれば則ち吐しこれを下せば利止まず」といわれ上気して顔色は一見赤みがかっているが、下半身は冷え、咽が渇き、胸が熱く、疼み、空腹だが飲食できない。多くはやがて死に至る。